# Beijing BJ30
Beijing BJ30 — компактный кроссовер, выпускающийся с 2015 года китайской компанией BAIC Motor. Изначально назывался BAIC BJ20, а в 2020 году прошёл рестайлинг и стал называться Beijing BJ30. Второе поколение модели было представлено в 2024 году.

## BAIC BJ20 (2015—2020)
BAIC BJ20 впервые был представлен в 2015 году на Шанхайском автосалоне. Ранее в апреле 2013 года на той же выставке был представлен концепт-кар Auto Concept 500. Серийный выпуск начался в августе 2016 года.

BAIC BJ20 оснащён 1,5-литровым турбодвигателем 4A91T мощностью 147 л. с. и крутящим моментом 210 Н·м в паре с шестиступенчатой механической трансмиссией. Привод подаётся на передние колёса. Ценовой диапазон варьируется от 96800 до 139800 юаней.

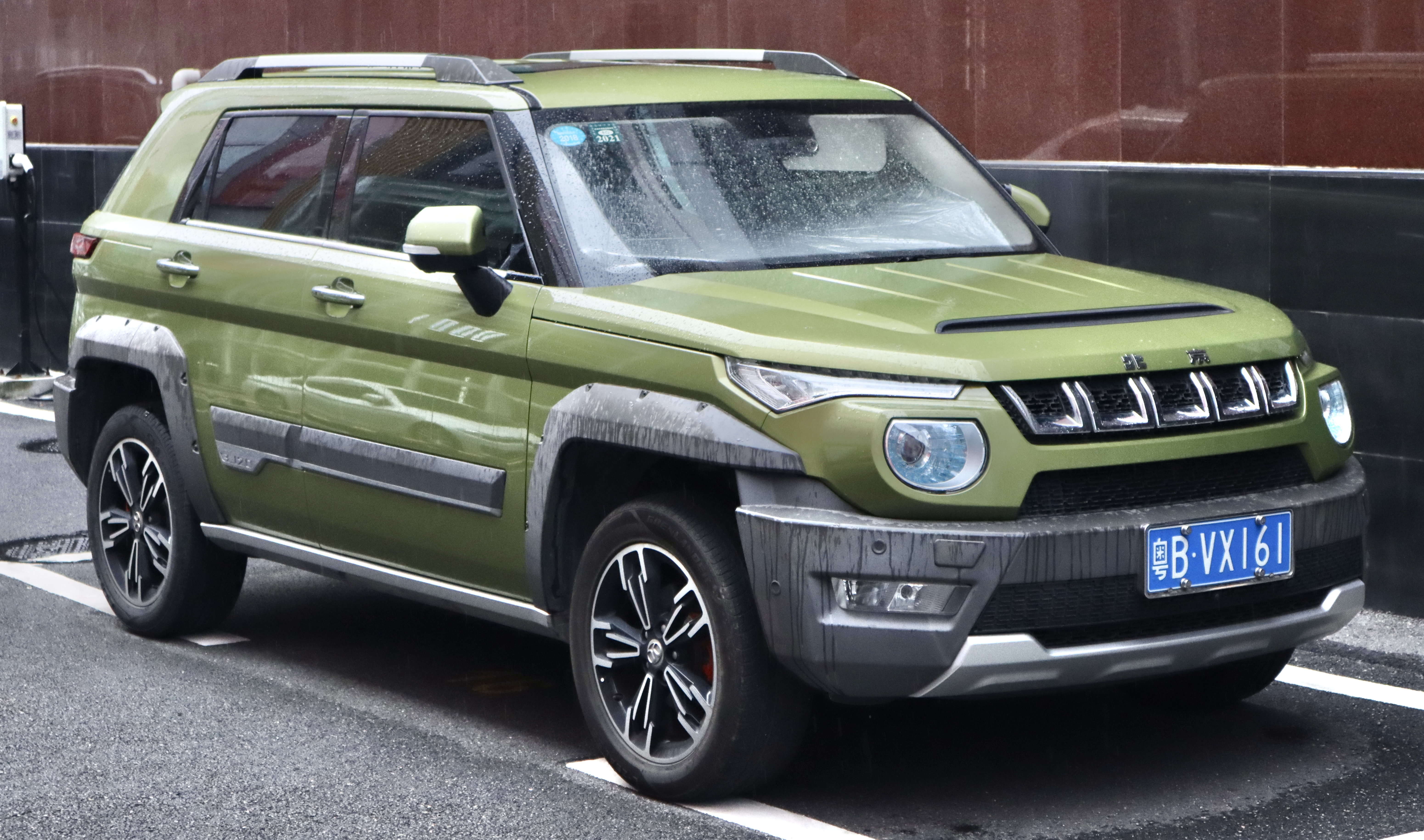
Вид спереди
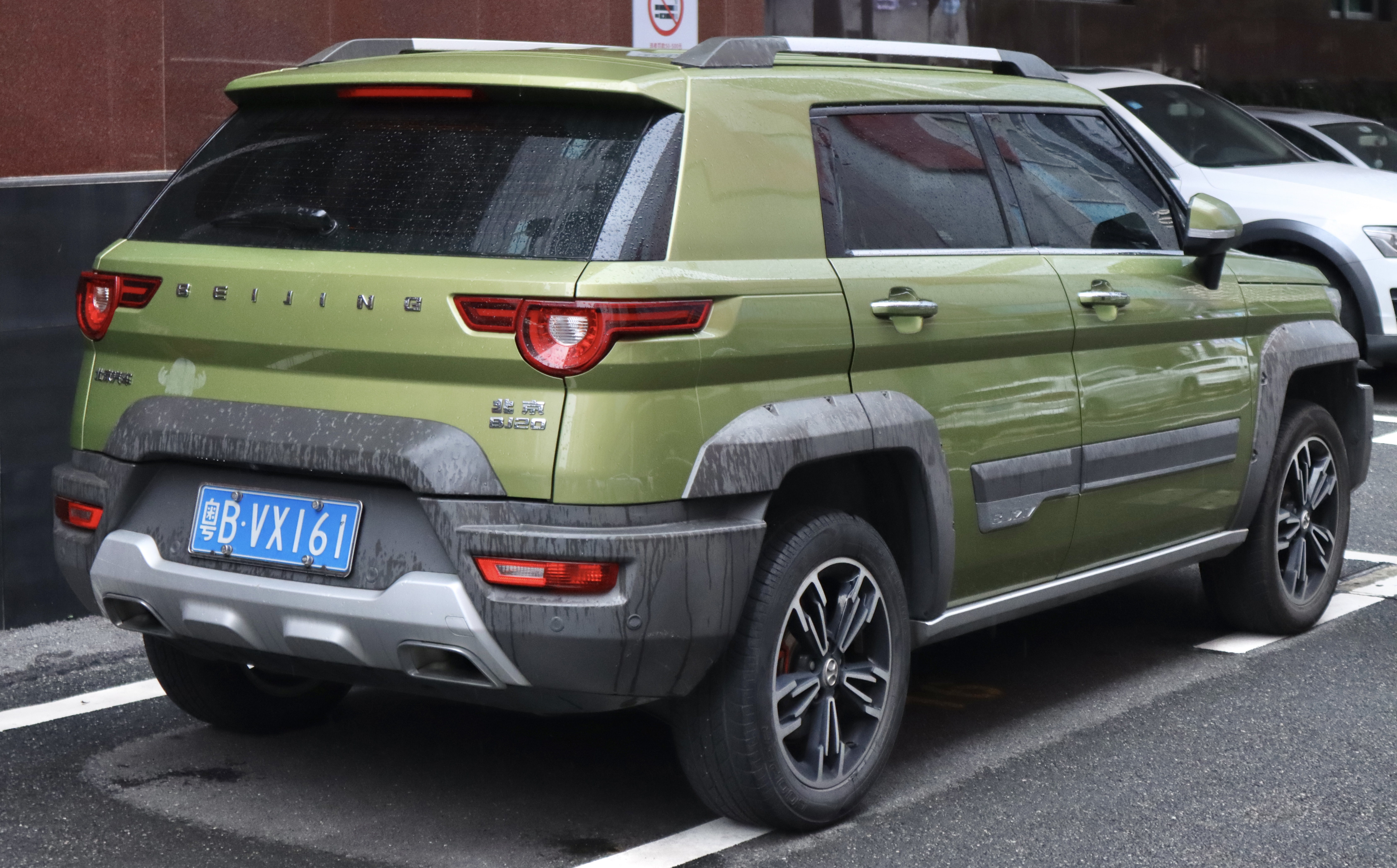
Вид сзади

## Beijing BJ30 (первое поколение, 2021—2023)
BAIC BJ30, являющийся рестайлинговой версией BJ20, был представлен в ноябре 2020 года в Гуанчжоу. Он оснащён 1,5-литровым бензиновым турбодвигателем мощностью 150 л. с. и крутящим моментом 210 Н·м в паре с шестиступенчатой механической трансмиссией или с вариатором.

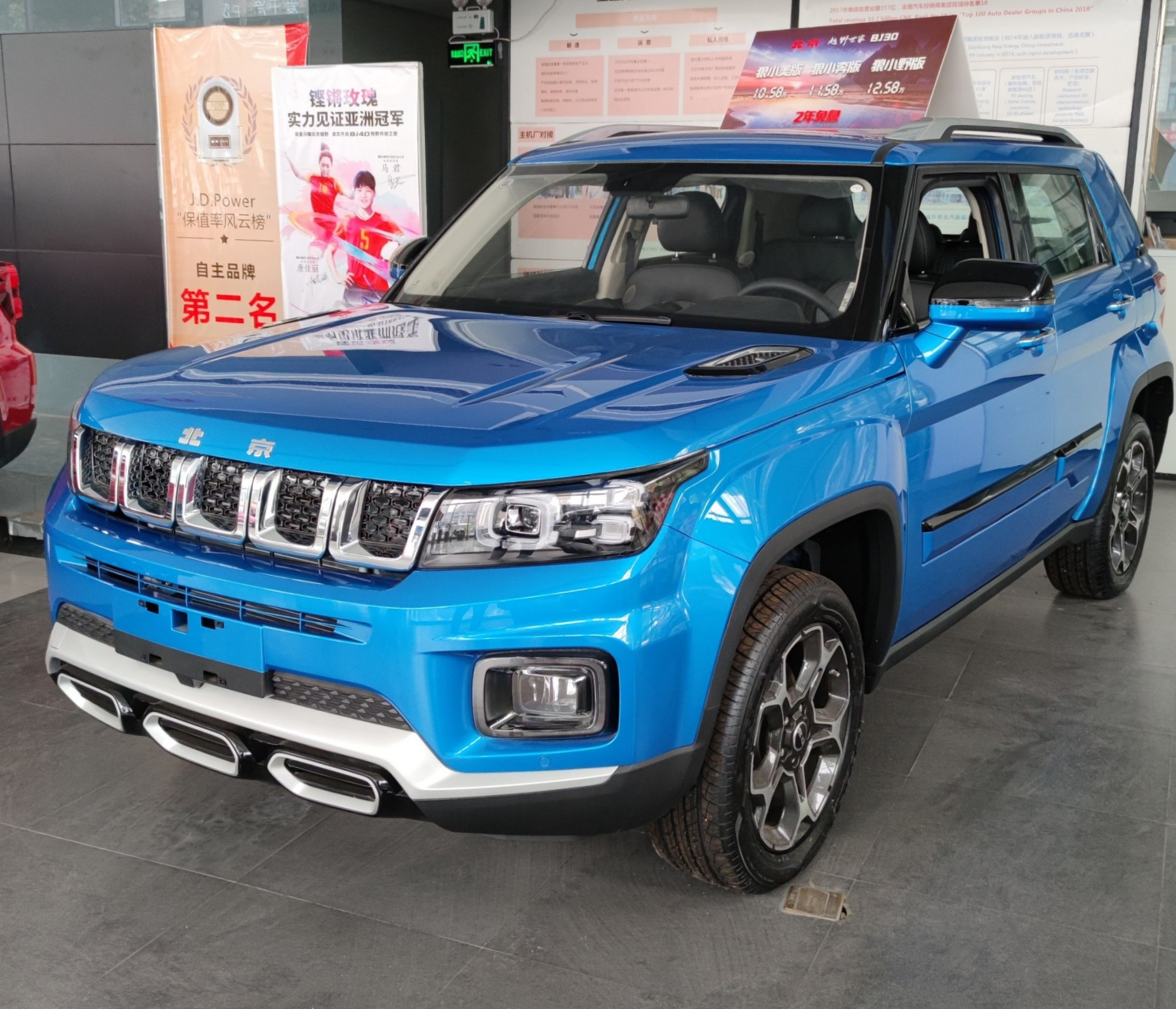
Вид спереди
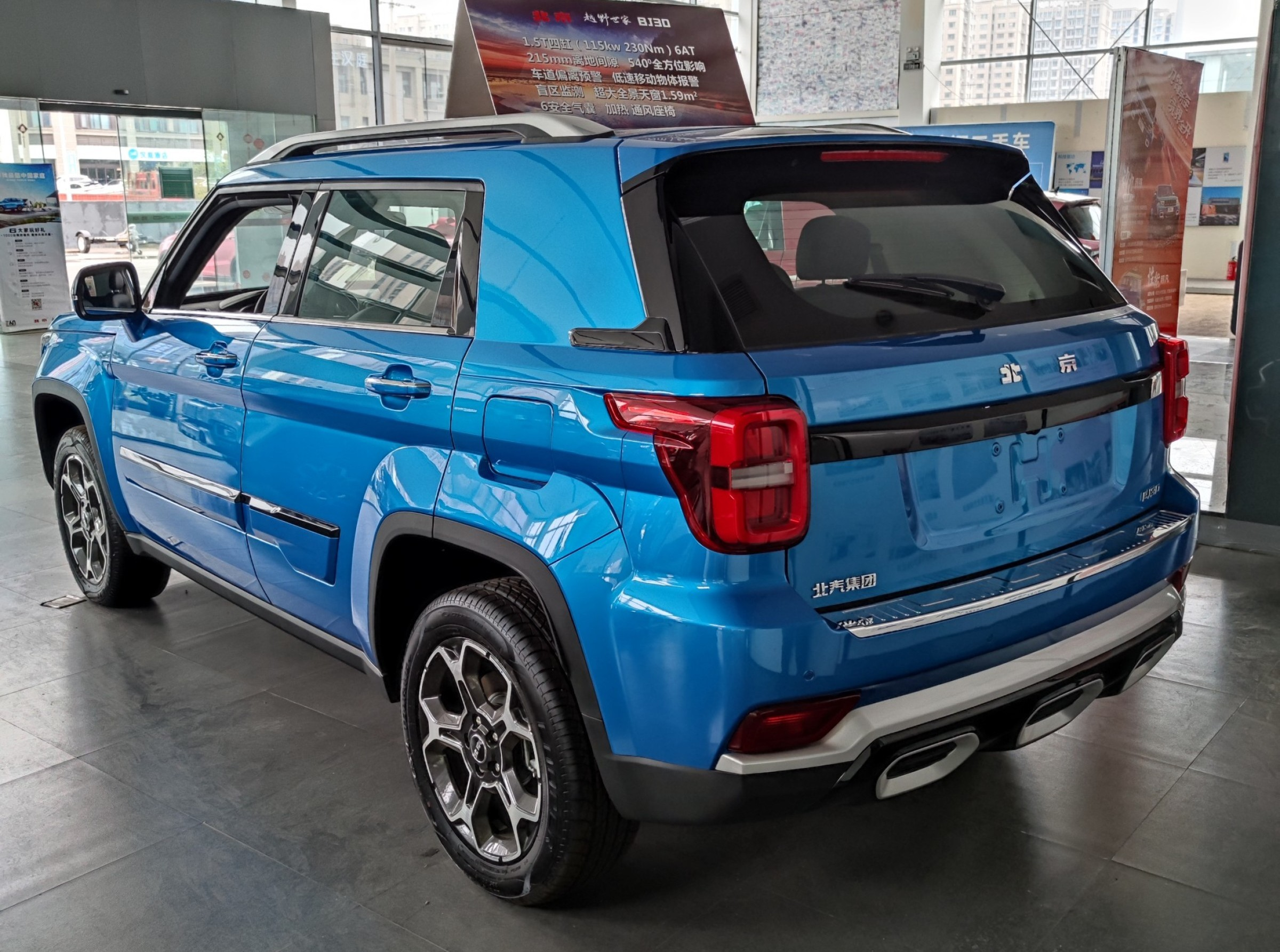
Вид сзади
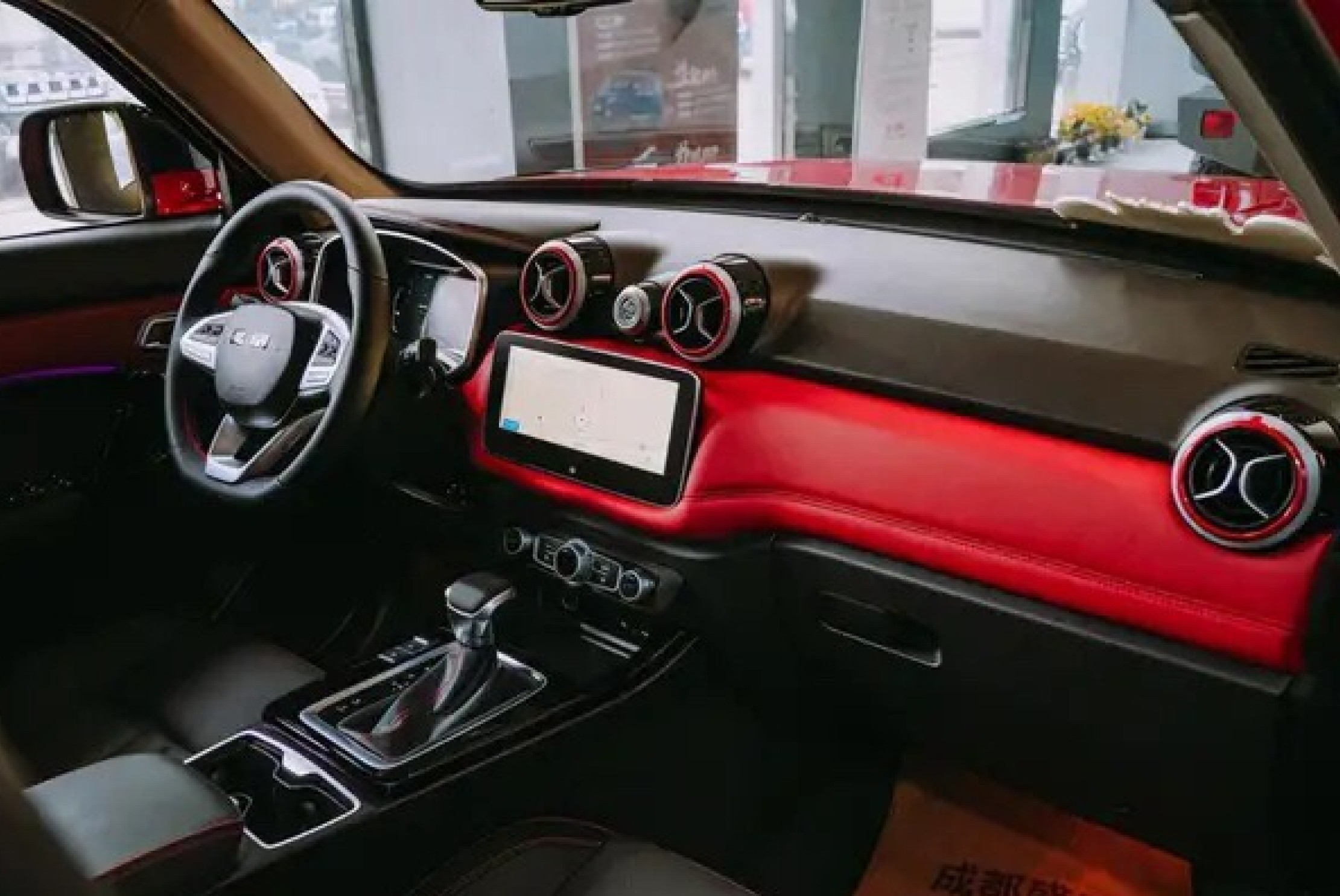
Интерьер

## Beijing BJ30 (второе поколение, 2024 — настоящее время)
Beijing BJ30 второго поколения оснащён 1,5-литровым турбодвигателем A156T2H производства Beijing Automotive Powertrain Co., Ltd. мощностью 138 кВт в паре с семиступенчатой трансмиссией с двумя сцеплениями. Гибридный автомобиль BJ30e также оснащён 1,5-литровым турбодвигателем A156T2H-H1 производства Beijing Automotive Powertrain Co., Ltd., специально настроенным для REEV и работающим в паре с 2-ступенчатой специальной гибридной трансмиссией (DHT).

На Филиппинах BAIC BJ30e продаётся под названием BAIC B30e Dune.

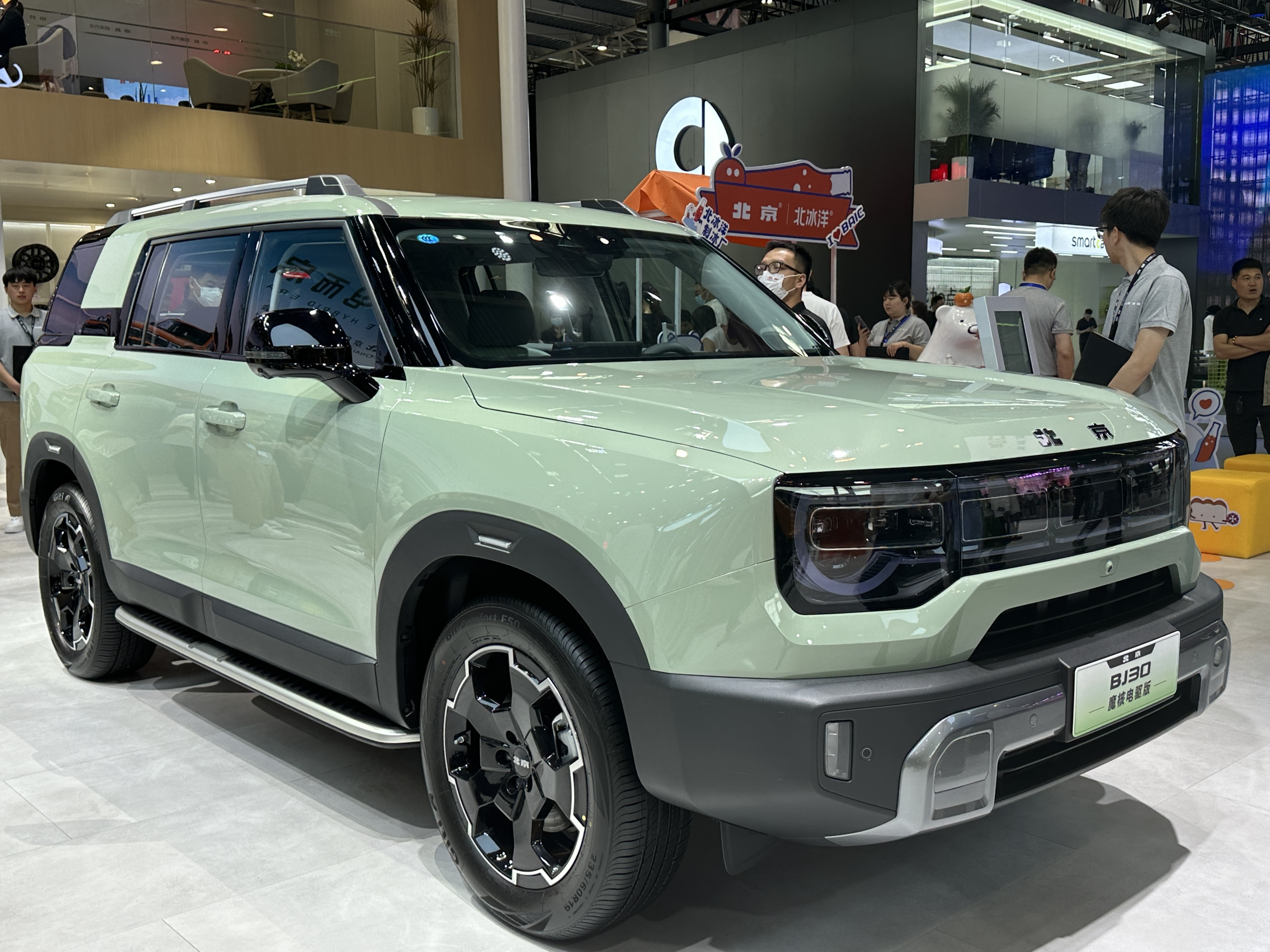
Вид спереди
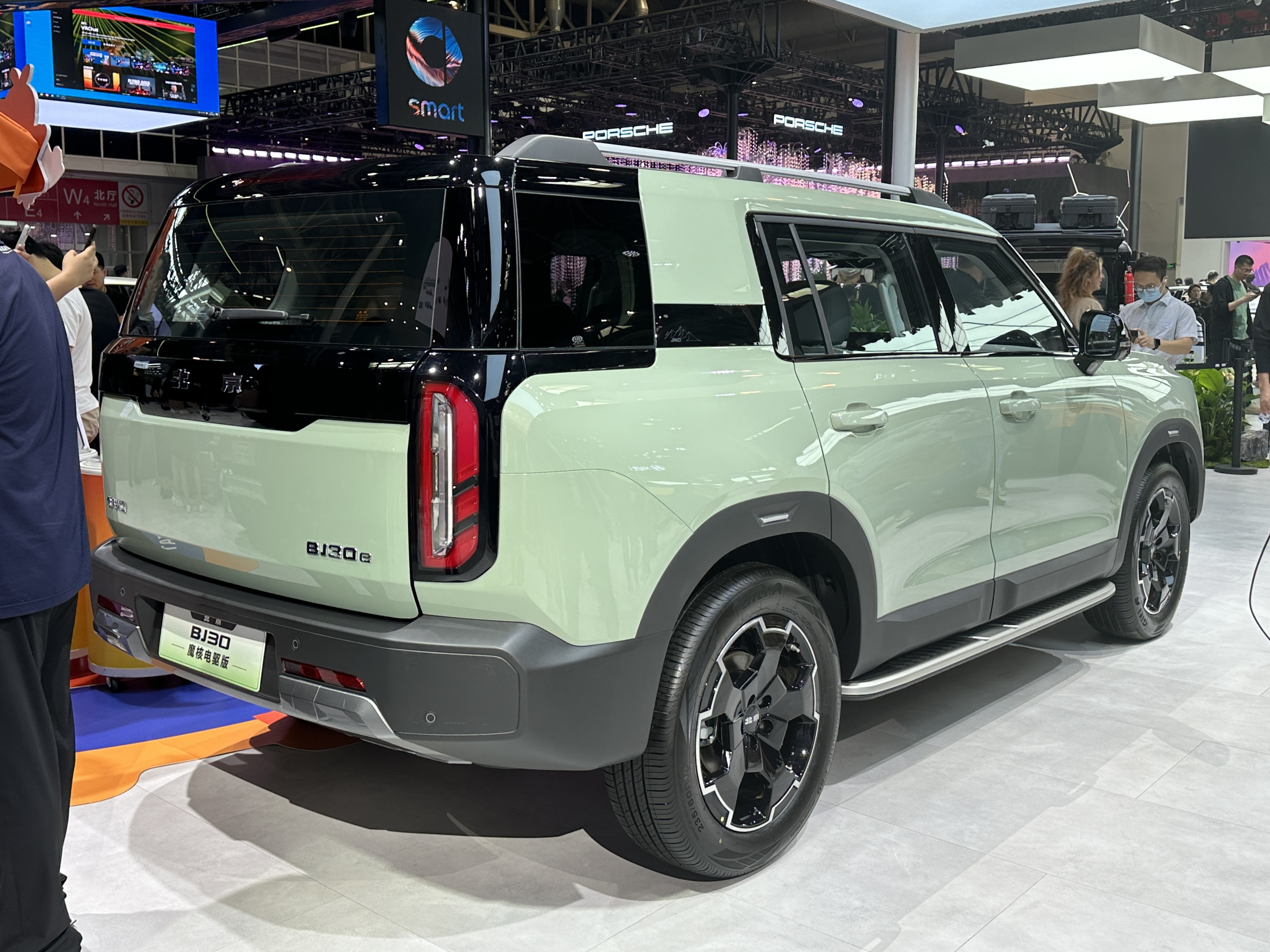
Вид сзади